# Енгель Август Карлович
А́вгуст Ка́рлович Е́нгель — фотограф другої половини XIX — початку XX століття. Брат фотографа Олександра Енгеля.

## Біографічні відомості

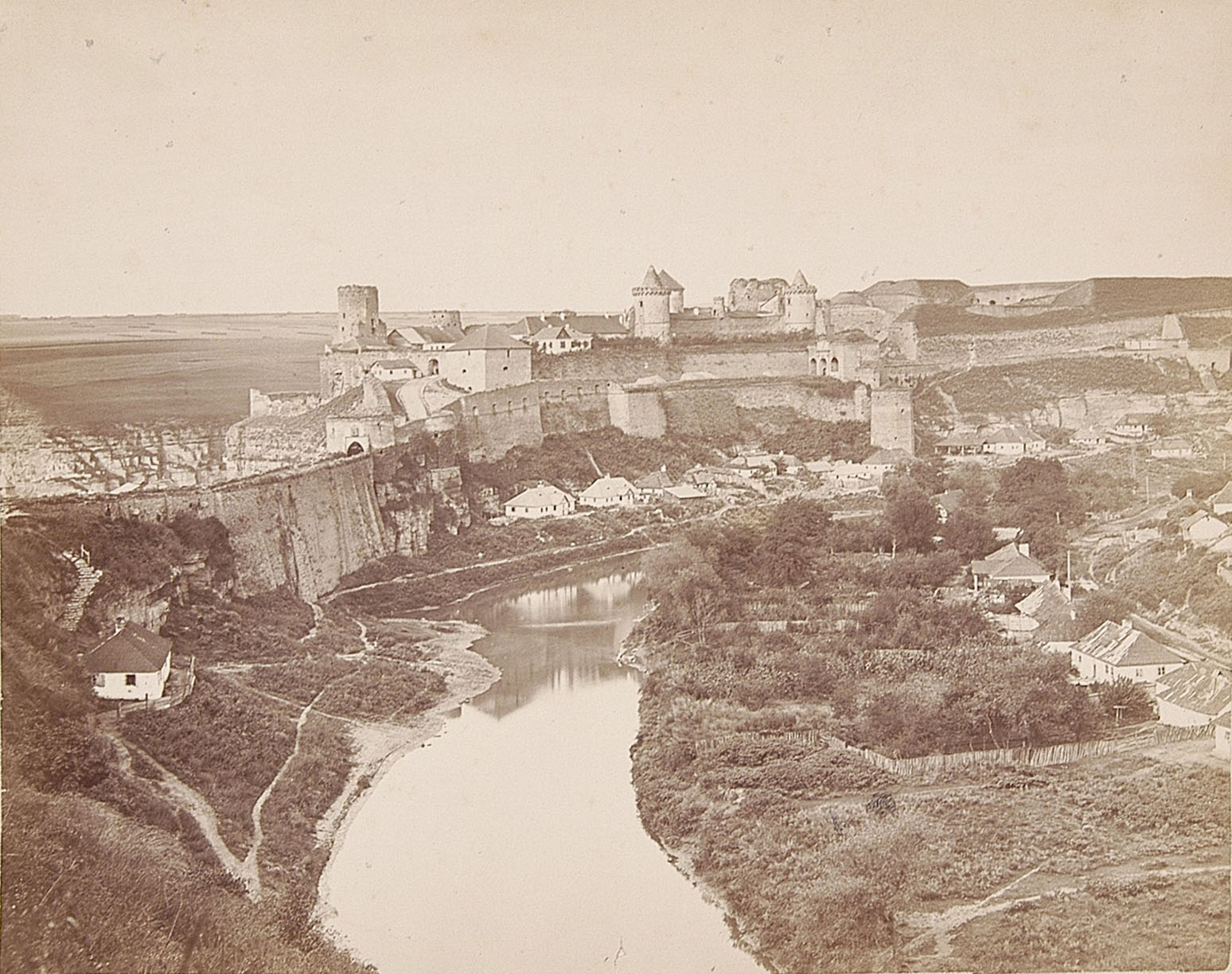
Робота фотографа, замок з північної сторони 1865 рік

Прусський підданий. Був власником фотографії в Кам'янці-Подільському, відкритої 1870 року. Фотосалон Енгеля розташовувався в Старому міста на Центральній площі (нині майдан Польський ринок) у будинку Ласта. Це був другий фотографічний заклад у місті (перший на початку 1860-х років відкрив Юзеф Кордиш).
Дві фотографії Енгеля (вигляд Кам'янця з боку Польських фільварків і вигляд Кам'янця з південно-східного боку) використав Юхим Сіцінський для ілюстрування книги «Місто Кам'янець-Подільський. Історичний опис» (Київ, 1895).
Фотороботи Енгеля становлять інтерес для з'ясування архітектурного розвитку Кам'янця-Подільського кінця XIX століття. До таких робіт належать зображенням міста з боку південного двору Старого замку, види з Польських фільварків на Старе місто і Польську браму, вид на замок від Міської брами. Остання робота, зокрема, має величезне значення, оскільки на ній зафіксовано башту Святої Ганни, яка не збереглася (вона стояла за Замковим мостом, при переїзді з нього на передзамковий двір).